# Djebel Hammamet
Le djebel Hammamet est une montagne située dans le gouvernorat de Nabeul, au Nord-Est de la Tunisie.
Il se trouve au cœur de la réserve naturelle homonyme créée en 2011 et couvrant une superficie de 1 168 hectares.